# Monte Holdgate
El monte Holdgate es una montaña de 960 m s. n. m., con cascadas de hielo empinadas y contrafuertes de roca que proporciona un punto de referencia claro en el extremo sureste de la isla Cook, del grupo Tule del Sur de las islas Sandwich del Sur.

## Historia
El monte fue nombrado en 1964 por el Comité de Topónimos Antárticos del Reino Unido, homenajeando a Martin W. Holdgate, organizador y científico británico que formó parte de la expedición del HMS Protector ese mismo año.
La isla nunca fue habitada ni ocupada, y como el resto de las Sandwich del Sur es reclamada por el Reino Unido que la hace parte del territorio británico de ultramar de las Islas Georgias del Sur y Sandwich del Sur, y la República Argentina, que la hace parte del departamento Islas del Atlántico Sur dentro de la provincia de Tierra del Fuego, Antártida e Islas del Atlántico Sur.
Su estallido en enero de 1956 obligó a la evacuación del Refugio Teniente Esquivel en la isla vecina occidental Isla Tule.